# 해밀초등학교 (경기)
해밀초등학교는 대한민국 경기도 남양주시에 있는 공립 초등학교이다.

## 학교 연혁
- 2014.01.13 해밀초등학교 교사 착공
- 2015.02.08 해밀초등학교 교사 준공
- 2015.03.01 초대 문순배 교장 취임
- 2015.03.01 일반학급 22학급 편성 개교(학생수 총 577명)
- 2015.03.02 입학식(남 87명, 여 85명, 계 172명)
- 2015.03.09 병설 유치원 개원(3학급 40명)